# 稲庭城
稲庭城（いなにわじょう）は、秋田県湯沢市（出羽国）にあった日本の城（山城）。
別名:早坂館、鶴ヶ城、舞鶴城。

## 概略
稲庭城は、中世の秋田南部を支配した戦国大名小野寺氏の居城である。
建長年間(1249年〜1256年)に 小野寺六郎経道が築城したとされるが、建久4年（1193年）、小野寺重道が築いたという説もある。

## 遺構
郭、堀切、櫓台、土塁

## 構造
雄物川の支流・皆瀬川右岸に位置する、標高704m大森山の西側尾根（標高約350m）に築かれている。
【主郭】東の最も高い場所に位置し、東西約30m×南北約80m。
【ニノ郭】主郭の西側に位置し、東西約20m×南北約80mで、南東隅に櫓台跡が残る。
また、北側に腰郭と大手口が存在し、西側に向けて蛇行した登城道で、ニノ郭背後に三重堀切が見られる。
現在、二ノ郭跡には模擬天守があり、中は資料館になっていて、麓からスロープカーで登ることができる。

## その他
経道には3人の子がおり、嫡子忠道には稲庭城で家督を継がせ、次子道直を西馬音内城に、三子道定を湯沢城に配置して磐石な体制を築いた。
忠道の子・道有の代には「雄勝・平鹿・仙北三郡の庄主」と称されるまで支配範囲が広がった。
勢力拡大に従い、支配の拠点を平野部の平鹿地方へ移す必要性が出てきたため、正安2年（1300年）、道有は平鹿郡の沼館城に重臣を配置して支配した。その後16世紀前半頃に小野寺氏12代稙道が居城を沼館城に移し、稲庭城は稙道の弟・晴道が城主となった。
さらにその後、小野寺氏は居城を横手城に移したが、稲庭城は小野寺氏の有力な城として存在し続けた。
天正18年（1590年）豊臣秀吉の奥羽仕置で小野寺氏はその領地を大きく削られ、文禄4年（1595年）には最上義光が小野寺領に侵攻。稲庭城も慶長3年（1598年）に落城、その後すぐに廃城となった。